# 2020년 KBO 포스트시즌
2020 신한은행 SOL  KBO 포스트시즌은 2020년 11월 2일부터 11월 24일까지 실시했다. 이번 포스트시즌은 코로나19로 인한 방역 수칙에 따라 최대 50%까지만 관중 입장을 허용하며 플레이오프와 한국시리즈는 고척스카이돔에서 중립 경기로 진행한다. 또한 준플레이오프는 2007년 이후 13년 만에 3전 2선승제로 시행한다.

## 진출팀
2020년 포스트시즌에 진출한 팀은 NC 다이노스, KT 위즈, 두산 베어스, LG 트윈스, 키움 히어로즈이다.
- NC 다이노스

2019 시즌 5위로 포스트시즌에 진출한 데 이어 2년 연속 포스트시즌 진출에 성공했다. 타선에서는 2020년 팀의 주장으로 임명된 양의지와 팀의 간판타자인 나성범, 외국인타자 알테어의 맹활약이 있었으며, 마운드에서는 루친스키의 호투를 앞세워 기세를 올렸다. 시즌 초반부였던 5월 13일 이후 단 한번도 1위 자리에서 내려오지 않았으며 10월 24일 LG 트윈스와의 대결에서 무승부를 기록하며 매직 넘버를 모두 지웠다. 2011년 9구단 창단 이후 9년만에 첫 정규시즌 우승을 달성하며 한국시리즈에 진출했고 KBO 리그 최초 무승부로 우승을 확정지었다.
- KT 위즈

커리어 하이 시즌을 달성한 로하스를 중심으로 한 타선의 힘과 함께 이닝이터 역할을 한 데스파이네를 비롯해 쿠에바스, 배제성, 소형준 등 4명의 10승 선발진을 앞세워 구단 창단 이래 처음으로 포스트시즌 진출에 성공했다. 시즌 마지막 경기에서 두산이 키움에게 승리를 거뒀고, LG가 SK에게 패배하며 마지막 경기인 한화전 패배에도 불구하고 최종 2위로 시즌을 마쳤다. 플레이오프로 직행하면서 LG, 키움, 두산 등을 제치고 역대급 2위 싸움의 최종 승자가 됐다.
- 두산 베어스

2019 시즌 우승을 차지했으며 올해까지 6년 연속 포스트시즌 진출에 성공했다. 79승 61패 4무로 LG 트윈스와 동률을 이뤘으나 상대 전적에서 9승 6패 1무로 앞서 3위를 차지해 준플레이오프에 진출했다. 이로써 작년에 이어 2년 연속 승자승으로 우위를 차지했다. 올 시즌 오랫동안 시즌 5위에 자리하며 시즌 중에는 6위까지 떨어지는 등 전년도 우승팀 다운 면모를 보이지 못하는 듯 했으나, 최종전에서 3위로 올라가며 강팀의 모습을 다시 한 번 보여줬다.
- LG 트윈스

2019 시즌에 이어 2년 연속으로 포스트시즌 진출에 성공했다. 시즌 마지막 2경기에서 올 시즌 하위팀인 한화, SK에게 각각 패배를 기록하며 순위가 2위에서 4위로 추락했고 결국 지난해와 마찬가지로 1승의 어드밴티지를 안고 와일드카드 결정전부터 포스트시즌을 시작하게 됐다.
- 키움 히어로즈

2018 시즌부터 3년 연속 포스트시즌 진출에 성공했다. 2020년 포스트시즌에 진출한 팀 중에서 감독 대행이 팀을 이끌고 있는 유일한 팀이다. 올 시즌 중반부까지는 상위권에 있으며 좋은 활약을 펼쳤으나 10월까지 감독을 맡았던 손혁이 자진 사퇴했고 투타 밸런스가 떨어지며 순위가 점점 떨어졌다. 결국 시즌 마지막 경기인 두산전에서 패배하며 5위로 시즌을 마쳤다.

## 대진표
|  | 와일드카드 결정전 | 와일드카드 결정전 | 와일드카드 결정전 |  |  | 준플레이오프 | 준플레이오프 | 준플레이오프 |  |  | 플레이오프 | 플레이오프  | 플레이오프 |  |  | 한국시리즈 | 한국시리즈  | 한국시리즈 |
|  |                   |                   |                   |  |  |              |              |              |  |  |            |             |            |  |  |            |             |            |
|  |                   |                   |                   |  |  |              |              |              |  |  |            |             |            |  |  | 1          | NC 다이노스 | 4          |
|  |                   |                   |                   |  |  |              |              |              |  |  | 2          | kt 위즈     | 1          |  |  | 3          | 두산 베어스 | 2          |
|  |                   |                   |                   |  |  | 3            | 두산 베어스  | 2            |  |  | 3          | 두산 베어스 | 3          |  |  |            |             |            |
|  | 4                 | LG 트윈스         | 1                 |  |  | 4            | LG 트윈스    | 0            |  |  |            |             |            |  |  |            |             |            |
|  | 5                 | 키움 히어로즈     | 0                 |  |  |              |              |              |  |  |            |             |            |  |  |            |             |            |

## 와일드카드 결정전

### 출장자 명단
| 팀            | 선수 명단 |
| LG 트윈스     | - 감독 - 류중일 - 코치 - 유지현, 이병규, 임훈, 최일언, 김재걸, 가득염, 세리자와, 김호 - 투수 - 임찬규, 켈리, 정찬헌, 최동환, 고우석, 진해수, 이민호, 이정용, 송은범, 최성훈, 김윤식, 정우영 - 포수 - 이성우, 유강남, 박재욱 - 내야수 - 김용의, 정주현, 정근우, 오지환, 신민재, 김민성, 구본혁, 라모스, 양석환 - 외야수 - 김현수, 이천웅, 박용택, 이형종, 홍창기, 채은성   |
| 키움 히어로즈 | - 감독대행 - 김창현 - 코치 - 홍원기, 나이트, 오윤, 조재영, 강병식, 마정길, 김지수, 박도현 - 투수 - 한현희, 브리검, 조상우, 오주원, 김태훈, 최원태, 김성민, 김상수, 김재웅, 이승호, 양현, 안우진, 요키시, 김선기 - 포수 - 주효상, 박동원, 이지영 - 내야수 - 김혜성, 김하성, 김웅빈, 서건창, 러셀, 박병호, 전병우, 문찬종 - 외야수 - 박정음, 박준태, 허정협, 이정후, 변상권 |

### 경기 기록
| 일시               | 경기  | 원정팀(선공)  | 스코어 | 홈팀(후공) | 개최 구장             | 개시 시각 | 관중수  | 경기 MVP           |
| ------------------ | ----- | ------------- | ------ | ---------- | --------------------- | --------- | ------- | ------------------ |
| 11월 2일(월)       | 1차전 | 키움 히어로즈 | 3 - 4  | LG 트윈스  | 서울종합운동장 야구장 | 18시 30분 | 6,958명 | 신민재 (LG 트윈스) |
| 승리팀 : LG 트윈스 |       |               |        |            |                       |           |         |                    |

### 1차전
2020년 11월 2일 - 서울종합운동장 야구장
| 팀 | 1 | 2 | 3 | 4 | 5 | 6 | 7 | 8 | 9 | 10 | 11 | 12 | 13 | R | H  | E | B |
| 키움 히어로즈                                                                                                 | 0 | 0 | 0 | 1 | 0 | 0 | 1 | 0 | 0 | 0  | 0  | 0  | 1  | 3 | 7  | 0 | 7 |
| LG 트윈스 ◄                                                                                                   | 1 | 0 | 0 | 0 | 0 | 0 | 1 | 0 | 0 | 0  | 0  | 0  | 2  | 4 | 10 | 0 | 9 |
| 승리 투수: 임찬규 패전 투수: 김상수 홈런: 키움 – 박병호 (켈리 상대 7회 1점) LG – 채은성 (브리검 상대 1회 1점) |   |   |   |   |   |   |   |   |   |    |    |    |    |   |    |   |   |

- 1차전 MVP : LG 신민재 (1타수 1안타 1타점, 13회말 끝내기 안타)
  - LG 켈리, 와일드카드 결정전 한 경기 최다 탈삼진 신기록 (10개), 통산 최다 탈삼진 신기록 (13개), 최다 연속 타자 탈삼진 신기록 (4개)
  - 와일드카드 결정전 양 팀 합계 최다 투수 출장 신기록 - 16명 (LG 7명, 키움 9명)
  - 와일드카드 결정전 최장 경기 시간 신기록 - 4시간 57분
  - LG 신민재, 와일드카드 결정전 첫 끝내기 안타 (PS 32번째)

1차전에서 LG는 켈리, 키움은 브리검이 각각 선발등판했다. LG는 1회말 2사에서 채은성의 1점 홈런이 터지며 앞서갔으나, 4회초 키움이 서건창의 2루타와 이정후의 적시타로 동점을 만드는데 성공했다. 이후 이어진 투수전에서 균형을 먼저 깬 것은 키움이었다. 7회초 키움은 박병호의 1점 홈런으로 균형을 깼다. 그러나 7회말 다시 LG가 2사 만루에서 홍창기의 밀어내기 볼넷으로 다시 원점을 맞췄고, 두 팀은 정규이닝까지 승패를 가리지 못한 가운데 연장전으로 접어들었다. 연장에서 먼저 균형을 깬 쪽 역시 키움이었다. 키움은 13회초 2사 1-2루에서 박동원의 빗맞은 타구가 적시타로 연결되면서 리드를 잡는데 성공했다. 그러나 LG는 13회말 키움 김상수에게 이형종이 2루타, 김민성의 안타로 1사 1,3루 찬스를 잡았다. 이후 2사 1,3루 상황에서 김태훈을 상대로 이천웅의 유격수 쪽 내야 안타로 동점이 됐고, 홍창기 타석 때 폭투가 나와 2사 2,3루 된 가운데 자동 고의사구로 만들어진 2사 만루에서 12회말 김현수의 대주자로 들어온 뒤 첫 타석에 선 신민재가 타구를 우중간에 떨어뜨리는 끝내기 안타를 터뜨리며 LG 트윈스가 4시간 57분의 혈투를 마무리하고 준플레이오프로 진출했다.

## 준플레이오프

### 출장자 명단
| 팀          | 선수 명단 |
| 두산 베어스 | - 감독 - 김태형 - 코치 - 강석천, 김원형, 이도형, 조인성, 조성환, 김민재, 강동우, 고영민 - 투수 - 함덕주, 홍건희, 김민규, 김강률, 유희관, 플렉센, 윤명준, 알칸타라, 이현승, 이영하, 이승진, 최원준, 박치국 - 포수 - 박세혁, 최용제, 장승현 - 내야수 - 서예일, 페르난데스, 허경민, 이유찬, 오재원, 오재일, 김재호, 최주환 - 외야수 - 조수행, 안권수, 정수빈, 김재환, 박건우, 김인태 |
| LG 트윈스   | - 감독 - 류중일 - 코치 - 유지현, 이병규, 임훈, 최일언, 김재걸, 가득염, 세리자와, 김호 - 투수 - 임찬규, 켈리, 정찬헌, 최동환, 고우석, 진해수, 이민호, 이정용, 윌슨, 송은범, 최성훈, 김윤식, 정우영 - 포수 - 이성우, 유강남 - 내야수 - 김용의, 정주현, 정근우, 오지환, 신민재, 김민성, 구본혁, 라모스, 양석환 - 외야수 - 김현수, 이천웅, 박용택, 이형종, 홍창기, 채은성             |

- LG는 와일드카드 결정전 엔트리에 등록했던 박재욱을 대신해 윌슨을 엔트리에 등록했다.

### 경기 기록
| 일시                                                          | 경기  | 원정팀(선공) | 스코어 | 홈팀(후공)  | 개최 구장             | 개시 시각 | 관중수          | 경기 MVP             |
| ------------------------------------------------------------- | ----- | ------------ | ------ | ----------- | --------------------- | --------- | --------------- | -------------------- |
| 11월 4일(수)                                                  | 1차전 | LG 트윈스    | 0 - 4  | 두산 베어스 | 서울종합운동장 야구장 | 18시 30분 | 11,600명 (매진) | 플렉센 (두산 베어스) |
| 11월 5일(목)                                                  | 2차전 | 두산 베어스  | 9 - 7  | LG 트윈스   | 서울종합운동장 야구장 | 18시 30분 | 11,600명 (매진) | 이영하 (두산 베어스) |
| 승리팀 : 두산 베어스, 준플레이오프 MVP : 오재원 (두산 베어스) |       |              |        |             |                       |           |                 |                      |

### 1차전
2020년 11월 4일 - 서울종합운동장 야구장
| 팀                                                                                | 1 | 2 | 3 | 4 | 5 | 6 | 7 | 8 | 9 | R | H | E | B |
| LG 트윈스                                                                         | 0 | 0 | 0 | 0 | 0 | 0 | 0 | 0 | 0 | 0 | 5 | 0 | 2 |
| 두산 베어스 ◄                                                                     | 2 | 0 | 0 | 1 | 0 | 1 | 0 | 0 | X | 4 | 7 | 0 | 5 |
| 승리 투수: 플렉센 패전 투수: 이민호 홈런: 두산 – 페르난데스 (이민호 상대 1회 2점) |   |   |   |   |   |   |   |   |   |   |   |   |   |

- 시구 : 더스틴 니퍼트
- 1차전 MVP : 두산 플렉센 - 6이닝 4피안타 1사사구 무실점 11K (투구수 106개)
  - LG 이민호, 고졸 신인 투수 데뷔 첫 해 포스트시즌 선발 출장 (PS 13번째)
  - LG 김현수, 준플레이오프 통산 최다 경기 출장 신기록 (27경기)
  - LG 라모스, 한 경기 최다 삼진 타이 (PS 15번째, 준PO 3번째), 한 경기 4연타석 삼진 (PS 7번째, 준PO 2번째)
  - 두산 플렉센, 포스트시즌 외국인 투수 경기 최다 탈삼진 타이 - 11K (역대 3번째)
  - 두산 허경민, 포스트시즌 경기 최다 몸에 맞는 공 타이 - 2개 (PS 28번째, 준PO 6번째)

1차전에서 두산은 플렉센, LG는 이민호가 각각 선발등판했다. 경기는 시종일관 두산의 분위기로 흘러가며 두산이 영봉승으로 1차전을 잡아냈다. 두산은 1회말 시작하자마자 허경민이 몸에 맞는 공으로 출루한 가운데 페르난데스가 우측 담장을 넘기는 선제 2점 홈런을 작렬 시키며 기선을 제압했다. 여기에 오재원이 4회말 1사 1,3루에서 1타점 2루타, 6회말 1사 2루에서 적시타를 터뜨리며 추가 점수를 보탰다. 두산은 마운드에서도 플렉센, 최원준, 이승진, 이영하가 무실점으로 호투하며 완승을 거뒀다. 반면 LG는 플렉센에게 11개나 삼진 아웃을 당한걸 포함해 두산 투수진에게 무려 15개나 삼진 아웃을 당했고, 마지막 9회초 2사 2,3루 찬스도 무산시키는 등 빈타에 허덕이며 1차전을 내줬다.

### 2차전
2020년 11월 5일 - 서울종합운동장 야구장
| 팀 | 1 | 2 | 3 | 4 | 5 | 6 | 7 | 8 | 9 | R | H  | E | B |
| 두산 베어스 ◄ | 0 | 1 | 0 | 7 | 0 | 0 | 0 | 0 | 1 | 9 | 12 | 1 | 5 |
| LG 트윈스 | 0 | 0 | 0 | 2 | 3 | 2 | 0 | 0 | 0 | 7 | 9  | 1 | 6 |
| 승리 투수: 최원준 패전 투수: 윌슨 세이브: 이영하 홀드: 이승진, 박치국 홈런: 두산 – 오재일 (진해수 상대 4회 2점) LG – 라모스 (알칸타라 상대 4회 1점, 이현승 상대 5회 1점), 채은성 (알칸타라 상대 4회 1점), 김현수 (알칸타라 상대 5회 2점) |   |   |   |   |   |   |   |   |   |   |    |   |   |

- 시구 : 윤보미 (에이핑크)
- 2차전 MVP : 두산 이영하 - 2이닝 1피안타 1사사구 무실점 2K (투구수 27개, 세이브)
  - LG, 포스트시즌 팀 한 경기 최다 연속 타자 홈런 신기록 - 2개 (라모스 & 채은성 - PS 24번째, 준PO 6번째, 김현수 & 라모스 - PS 25번째, 준PO 7번째)
  - LG 김현수, 준플레이오프 통산 최다 삼진 신기록 - 20개 (진행 중)
  - LG 라모스, 연타석 홈런 (PS 27번째, 준PO 10번째), 준플레이오프 한 경기 최다 홈런 타이 - 2개 (역대 9번째)
  - 두산, 준플레이오프 한 이닝 최다 도루 타이 - 2개 (역대 12번째)
  - 두산 알칸타라, 준플레이오프 한 경기 최다 피홈런 신기록 - 3개

2차전에서 LG는 윌슨, 두산은 알칸타라가 각각 선발등판했다. 2차전도 두산이 선취점을 뽑았다. 두산은 2회초 2사 2루에서 오재원이 좌중간을 가르는 적시 2루타로 선취점을 뽑았다. 여세를 몰아 두산은 4회초에 1사 2루에서 박세혁의 적시타와 김재호의 안타로 1,3루 찬스를 잡으며 윌슨을 강판시킨데 이어 진해수를 상대로 오재원과 박건우의 연속 적시타와 정수빈의 희생플라이, 페르난데스의 적시타, 오재일의 2점 홈런이 이어지며 4회초에 대거 7점을 뽑았다. 벼랑끝에 몰린 LG의 반격도 만만치 않았다. LG는 4회말 라모스, 채은성의 백투백 홈런, 5회말 1사 1루에서 김현수가 2점홈런으로 알칸타라를 강판 시킨 뒤 다음 타자 라모스가 이현승을 상대로 또 다시 백투백 홈런을 쳐냈다. 6회말에는 2사 1,2루에서 이승진을 상대로 오지환이 2타점 2루타를 터뜨리며 경기를 1점차로 만들었다. 하지만 LG는 8회말 1사 1,2루 찬스 무산 후 9회초 무사 1루에서 허경민의 희생번트 때 고우석이 1루에 악송구를 해 김재환의 볼넷 출루 후 대주자로 들어온 1루주자 이유찬의 득점을 허용하는 치명적인 실책을 저지르고 말았다. 상대의 실책으로 달아나는 점수를 뽑은 두산은 이영하가 9회말을 삼진 2개를 곁들인 삼자범퇴로 끝내며 시리즈 2승으로 준플레이오프의 마침표를 찍고 플레이오프에 진출했다.
- 준플레이오프 MVP : 두산 오재원 - 8타수 4안타 (.500) 4타점

## 플레이오프

### 출장자 명단
| 팀          | 선수 명단 |
| KT 위즈     | - 감독 - 이강철 - 코치 - 김태균, 김강, 박기혁, 박철영, 박정환, 최만호, 박승민, 조중근 - 투수 - 이대은, 배제성, 김민수, 하준호, 소형준, 전유수, 쿠에바스, 주권, 데스파이네, 이보근, 유원상, 조현우, 김재윤 - 포수 - 허도환, 장성우, 이홍구 - 내야수 - 심우준, 박경수, 강민국, 황재균, 박승욱, 문상철, 천성호 - 외야수 - 송민섭, 조용호, 로하스, 배정대, 강백호, 김민혁, 유한준     |
| 두산 베어스 | - 감독 - 김태형 - 코치 - 강석천, 이도형, 정재훈, 조인성, 조성환, 김민재, 강동우, 고영민 - 투수 - 함덕주, 홍건희, 김민규, 김강률, 유희관, 플렉센, 윤명준, 알칸타라, 이현승, 이영하, 이승진, 최원준, 박치국 - 포수 - 박세혁, 최용제, 장승현 - 내야수 - 서예일, 페르난데스, 허경민, 이유찬, 오재원, 오재일, 김재호, 최주환 - 외야수 - 조수행, 안권수, 정수빈, 김재환, 박건우, 김인태 |

- 두산은 김원형 투수코치가 2021 시즌 SK 와이번스 감독으로 자리를 옮기게 되면서 공석이 된 투수코치 자리에 기존 불펜코치였던 정재훈을 등록했다.

### 경기 기록
| 일시                                                               | 경기  | 원정팀(선공) | 스코어 | 홈팀(후공)  | 개최 구장    | 개시 시각 | 관중수         | 경기 MVP             |
| ------------------------------------------------------------------ | ----- | ------------ | ------ | ----------- | ------------ | --------- | -------------- | -------------------- |
| 11월 9일(월)                                                       | 1차전 | 두산 베어스  | 3 - 2  | KT 위즈     | 고척스카이돔 | 18시 30분 | 8,200명 (매진) | 플렉센 (두산 베어스) |
| 11월 10일(화)                                                      | 2차전 | 두산 베어스  | 4 - 1  | KT 위즈     | 고척스카이돔 | 18시 30분 | 8,200명 (매진) | 김재환 (두산 베어스) |
| 11월 12일(목)                                                      | 3차전 | KT 위즈      | 5 - 2  | 두산 베어스 | 고척스카이돔 | 18시 30분 | 8,200명 (매진) | 쿠에바스 (KT 위즈)   |
| 11월 13일(금)                                                      | 4차전 | KT 위즈      | 0 - 2  | 두산 베어스 | 고척스카이돔 | 18시 30분 | 7,954명        | 김민규 (두산 베어스) |
| 승리팀 : 두산 베어스, 플레이오프 MVP : 크리스 플렉센 (두산 베어스) |       |              |        |             |              |           |                |                      |

### 1차전
2020년 11월 9일 - 고척스카이돔
| 팀                                  | 1 | 2 | 3 | 4 | 5 | 6 | 7 | 8 | 9 | R | H | E | B |
| 두산 베어스 ◄                       | 0 | 0 | 0 | 0 | 0 | 0 | 0 | 2 | 1 | 3 | 8 | 1 | 2 |
| KT 위즈                             | 0 | 0 | 0 | 0 | 0 | 0 | 0 | 2 | 0 | 2 | 6 | 2 | 3 |
| 승리 투수: 이영하 패전 투수: 김재윤 |   |   |   |   |   |   |   |   |   |   |   |   |   |

- 시구 : 이라온 (KT 위즈 어린이 회원) / 시타 : 염태영 수원시장
- 1차전 MVP : 두산 플렉센 - 7.1이닝 4피안타 2사사구 2실점 11K (투구수 108개)
  - KT 소형준, 고졸 신인 투수 데뷔 첫 해 포스트시즌 선발 출장 (PS 14번째)
  - 두산 플렉센, 포스트시즌 2경기 연속 두 자릿수 탈삼진 신기록, 플레이오프 한 경기 최다 탈삼진 타이 (역대 2번째)

1차전에서 KT는 소형준, 두산은 플렉센이 각각 선발 등판했다. 경기는 두 투수간의 팽팽한 투수전 속에서 전개되었다가 불펜싸움으로 이어졌다. KT의 선발 소형준은 패기있는 투구로 두산 타선을 6.2이닝 무실점으로 틀어막았고, 두산의 선발 플렉센은 지난 준플레이오프 1차전에 이어 11개의 삼진을 잡아내는 위력을 보여줬다. 7회까지 이어진 0의 균형은 8회초에 먼저 깨졌다. 두산은KT의 세 번째 투수 쿠에바스를 상대로 2사 1,3루 찬스를 잡았고 바뀐 투수 김재윤으로부터 김재환과 허경민의 연속 적시타로 2점을 선취했다. 그러나 KT의 반격도 만만치 않았다. KT는 8회말 플렉센으로부터 1사 2,3루 찬스를 잡았다. 두산이 이영하로 투수를 바꾼 가운데 2사 후 로하스를 자동 고의사구 내보내 만루 상황을 맞았고 여기서 KT는 유한준이 노볼 2스트라이크에서 극적인 2타점 적시타를 터트리며 동점을 만드는데 성공했다. 동점으로 다시 이어진 승부는 9회에 또 한 번 갈렸다. 9회초 두산이 김재호의 안타와 대주자 이유찬의 도루, 오재원의 희생번트로 1사 3루 찬스를 잡았고 여기서 대타로 타석에 선 김인태가 우측에 적시타를 치면서 다시 리드를 잡았다. 이어진 9회말 KT는 박경수가 안타로 출루했지만 9회말 무사 1루 상황에서 조용호의 번트 실패가 뼈아팠다. 이후 배정대와 대타 문상철까지 범타로 물러나며 결국 두산이 1차전 기선 제압에 성공했다.

### 2차전
2020년 11월 10일 - 고척스카이돔
| 팀 | 1 | 2 | 3 | 4 | 5 | 6 | 7 | 8 | 9 | R | H  | E | B |
| 두산 베어스 ◄ | 0 | 1 | 1 | 0 | 2 | 0 | 0 | 0 | 0 | 4 | 11 | 0 | 4 |
| KT 위즈 | 0 | 0 | 1 | 0 | 0 | 0 | 0 | 0 | 0 | 1 | 8  | 0 | 4 |
| 승리 투수: 박치국 패전 투수: 데스파이네 세이브: 이영하 홀드: 김민규, 홍건희 홈런: KT – 로하스 (최원준 상대 3회 1점) |   |   |   |   |   |   |   |   |   |   |    |   |   |

- 시구 : 김주일 (KT 위즈 응원단장) / 시타 : 박수미 (KT 위즈 장내 아나운서)
- 2차전 MVP: 두산 김재환 - 5타수 3안타 3타점 1득점

2차전에서 KT는 데스파이네, 두산은 최원준이 각각 선발 등판했다. 2차전도 두산이 먼저 선취점을 뽑았다. 두산은 2회초 공격에서 김재환, 허경민, 박세혁의 연속 3안타로 1점을 뽑았고, 3회초에는 2사 1,3루에서 김재환의 적시타로 1점 더 추가했다. KT는 3회말 로하스가 1점 홈런을 터트려 최원준을 강판시키면서 추격에 나섰지만, 두산이 5회초 무사 만루 찬스에서 김재환의 2타점 적시타가 터지며 추격을 뿌리치고 3점차로 달아나는데 성공했다. 이후 KT가 필승조와 추격조를 투입시키는 등 실점을 막으면서 반격을 노렸으나 실패로 돌아갔고, 두산은 최원준을 내린 뒤 이어 던진 4명의 불펜 투수(김민규, 박치국, 홍건희, 이영하)가 6.1이닝 무실점으로 KT 타선을 봉쇄해 2차전도 잡아내면서 한국시리즈 진출에 단 1승만을 남겨두게 됐다.

### 3차전
2020년 11월 12일 - 고척스카이돔
| 팀 | 1 | 2 | 3 | 4 | 5 | 6 | 7 | 8 | 9 | R | H  | E | B |
| KT 위즈 ◄ | 0 | 0 | 0 | 0 | 0 | 0 | 0 | 5 | 0 | 5 | 11 | 2 | 5 |
| 두산 베어스 | 0 | 0 | 0 | 0 | 0 | 0 | 0 | 1 | 1 | 2 | 4  | 0 | 0 |
| 승리 투수: 쿠에바스 패전 투수: 알칸타라 홈런: 두산 – 오재원 (쿠에바스 상대 8회 1점), 김재환 (주권 상대 9회 1점) |   |   |   |   |   |   |   |   |   |   |    |   |   |

- 시구 : 홍잠언
- 3차전 MVP: KT 쿠에바스 - 8이닝 3피안타(1피홈런) 무사사구 1실점 2K (투구수 103개)
  - KT, 창단 첫 포스트시즌 승리

3차전에서 두산은 알칸타라, KT는 쿠에바스가 각각 선발 등판했다. 지난 해 KT에서 한솥밥을 먹었던 두 외국인 투수가 맞대결을 펼친 경기는 치열한 투수전으로 7회까지 전개되었다. 반면 양 팀 타선은 각각 알칸타라와 쿠에바스를 공략하는데 어려움을 겪었다. KT는 세 번의 잔루 3루 포함 4번의 득점권 찬스, 두산은 3번의 득점권 찬스를 살리지 못했다. 팽팽했던 승부는 8회초에 갈렸다. 8회초 KT는 알칸타라를 상대로 황재균의 볼넷과 로하스의 안타로 맞이한 2사 1,3루에서 유한준이 유격수 글러브 맞고 굴절되는 적시타로 선취점을 뽑아내 알칸타라를 마운드에서 끌어내렸다. 다시 이어진 2사 1,3루 강백호의 타석에서 두산이 홍건희의 투구에 포수 박세혁이 패스트 볼을 저지르며 로하스가 득점에 성공한 KT는 강백호의 고의사구, 박경수의 볼넷으로 맞이한 만루에서 배정대가 중견수와 유격수 사이에 뚝 떨어지는 2타점 적시타, 계속된 1,3루 찬스에서 박치국을 상대로 장성우가 적시타를 터뜨리며 타자 일순해 2사 후 대거 5득점 빅이닝을 만들었다. 두산은 8회말 오재원, 9회말 김재환이 각각 1점 홈런을 작렬시키며 추격을 했으나 승부는 기울어진 뒤였다. 결국 KT가 3차전을 잡고, 팀 창단 이후 첫 포스트시즌 승리와 함께 반격의 1승을 챙겼다.

### 4차전
2020년 11월 13일 - 고척스카이돔
| 팀 | 1 | 2 | 3 | 4 | 5 | 6 | 7 | 8 | 9 | R | H | E | B |
| KT 위즈                                                                                                   | 0 | 0 | 0 | 0 | 0 | 0 | 0 | 0 | 0 | 0 | 5 | 2 | 2 |
| 두산 베어스 ◄                                                                                             | 0 | 0 | 0 | 2 | 0 | 0 | 0 | 0 | X | 2 | 4 | 0 | 2 |
| 승리 투수: 김민규 패전 투수: 조현우 세이브: 플렉센 홀드: 이승진 홈런: 두산 – 최주환 (소형준 상대 4회 2점) |   |   |   |   |   |   |   |   |   |   |   |   |   |

- 시구 : 유아 (오마이걸)
- 4차전 MVP: 두산 김민규 - 4.2이닝 1피안타 1사사구 무실점 4K (투구수 49개, 1회초 1사 2,3루에서 구원 등판)
  - 두산, 최다 연속 시즌 한국시리즈 진출 타이 - 6년 연속 (역대 3번째)

4차전에서 두산은 유희관, KT는 배제성이 각각 선발 등판했다. 4차전에서 두산은 시리즈를 매조짓기 위해, KT는 시리즈를 최종전으로 끌고 가기 위해 마운드 총력전을 펼쳤다. 두산은 1회초 무사 1,2루에서 로하스의 2루타 때 조용호를 보살로 잡아낸 후 유한준 상대 2볼에서 김민규로 투수를 바꾸는 강수를 두며 막아냈고, KT는 배제성을 3회말 2사 1루에서 조현우로 바꾸며 치열한 마운드 싸움을 펼쳤다. 두산은 1회 1사부터 올라온 김민규가 버티고 있는 가운데 4회말 2사 후 김재환이 낫아웃으로 출루했고 폭투가 나와 2사 2루 찬스를 잡았다. 여기서 최주환이 1차전에 선발 등판했던 KT의 세 번째 투수 소형준을 상대로 2점 홈런을 작렬시키며 두산이 선취점을 가져갔다. 반면 KT는 1회초 득점 실패 이후 두산의 두 번째 투수 김민규와 세 번째 투수 이승진에게 이렇다할 공격을 풀어가지 못했다. 두산은 7회초부터 1차전 선발이었던 플렉센이 올라와 남은 3이닝을 무실점으로 막아내며 시리즈 3승 1패로 6년 연속 한국시리즈에 진출했다.
- 플레이오프 MVP : 두산 플렉센 - 2경기 (선발 1) 10.1이닝 5피안타 2사사구 2실점 13K, ERA 1.74, 1세이브

## 중계 일정
2020년 KBO 포스트시즌은 다음과 같은 방송사로부터 중계방송됐다.

### TV 중계

#### 와일드카드 결정전
1차전
- KBS2 (캐스터 : 이광용 / 해설 : 장정석, 봉중근)

#### 준플레이오프
1차전
- MBC (캐스터 : 김나진 / 해설 : 김선우, 허구연)

2차전
- KBS2 (캐스터 : 이광용 / 해설 : 장성호, 봉중근)

#### 플레이오프
1차전
- MBC (캐스터 : 김나진 / 해설 : 김선우, 허구연)

2차전
- KBS2 (캐스터 : 김현태 / 해설 : 장성호, 봉중근)

3차전
- SBS (캐스터 : 정우영 / 해설 : 이순철, 이승엽)

4차전
- MBC SPORTS+ (캐스터 : 한명재 / 해설 : 허구연)
- SPOTV (캐스터 : 최두영 / 해설 : 서용빈)
- SPOTV2 (현장 제작) (캐스터 : 김민수 / 해설 : 민훈기)
- SBS Sports[7] (캐스터 : 정우영 / 해설 : 이동현)
- KBSN SPORTS[7] (캐스터 : 권성욱 / 해설 : 장정석)

## 같이 보기
- 2020년 KBO 리그
- 2020년 한국시리즈